# Katholieke Klokken en Orgel-raad
De Katholieke Klokken en Orgel-raad (KKOR) is een college van adviseurs dat bij restauraties, overplaatsingen en nieuwbouw of andere ingrijpende werkzaamheden aan pijporgels of luidklokken, parochiebesturen met advies en begeleiding terzijde staat.  Deze raad werd in 1943 door de Nederlandse bisschoppen opgericht.
De adviseurs staan de parochies ter zijde bij het maken van keuzes bij het onderhoud of aanpassingen aan het orgel of luidklok.
De KKOR houdt ook een inventarisatie bij van alle orgels die er binnen de Katholieke Kerk in Nederland te vinden zijn. 